# UCI World Tour 2015
UCI World Tour 2015 – 7. edycja cyklu szosowych wyścigów kolarskich o najwyższej randze w klasyfikacji UCI. Seria rozpoczęła się 20 stycznia w Australii wyścigiem Tour Down Under, a zakończyła 4 października zawodami Giro di Lombardia we Włoszech. 
W kalendarzu na sezon 2015 figurowało 27 wyścigów (13 wieloetapowych i 14 jednodniowych). Tour de Pologne – najważniejszy wyścig kolarski w Polsce, ponownie znalazł się w programie.
Do klasyfikacji drużynowej zaliczona została również jazda drużynowa na czas, która odbyła się 20 września w Richmond podczas Mistrzostw Świata w Kolarstwie Szosowym 2015.
Prawo startu miało 17 zespołów zawodowych. Drużyna Team Europcar nie otrzymała licencji.

## Drużyny
| Kod UCI | Zespół                 | Siedziba          |
| ------- | ---------------------- | ----------------- |
| ALM     | Ag2r-La Mondiale       | Francja           |
| AST     | Astana Pro Team        | Kazachstan        |
| BMC     | BMC Racing Team        | Stany Zjednoczone |
| EQS     | Etixx-Quick Step       | Belgia            |
| FDJ     | FDJ                    | Francja           |
| GIA     | Team Giant-Alpecin     | Niemcy            |
| IAM     | IAM Cycling            | Szwajcaria        |
| KAT     | Team Katusha           | Rosja             |
| LAM     | Lampre-Merida          | Włochy            |
| LTJ     | Team LottoNL-Jumbo     | Holandia          |
| LTS     | Lotto Soudal           | Belgia            |
| MOV     | Movistar Team          | Hiszpania         |
| OGE     | Orica GreenEDGE        | Australia         |
| SKY     | Team Sky               | Wielka Brytania   |
| TCG     | Team Cannondale-Garmin | Stany Zjednoczone |
| TTS     | Tinkoff-Saxo           | Rosja             |
| TFR     | Trek Factory Racing    | Stany Zjednoczone |

## Klasyfikacje

### Klasyfikacja indywidualna
| M-ce | Imię i nazwisko    | Kraj            | Drużyna          | Pkt |
| ---- | ------------------ | --------------- | ---------------- | --- |
| 1.   | Alejandro Valverde | Hiszpania       | Movistar Team    | 675 |
| 2.   | Joaquim Rodríguez  | Hiszpania       | Katusha Team     | 474 |
| 3.   | Nairo Quintana     | Kolumbia        | Movistar Team    | 457 |
| 4.   | Alexander Kristoff | Norwegia        | Katusha Team     | 453 |
| 5.   | Fabio Aru          | Włochy          | Team Astana      | 448 |
| 6.   | Chris Froome       | Wielka Brytania | Team Sky         | 430 |
| 7.   | Alberto Contador   | Hiszpania       | Tinkoff-Saxo     | 407 |
| 8.   | Greg Van Avermaet  | Belgia          | BMC Racing Team  | 324 |
| 9.   | Rui Costa          | Portugalia      | Lampre-Merida    | 324 |
| 10.  | Thibaut Pinot      | Francja         | FDJ              | 319 |
| ...  |                    |                 |                  |     |
| 26.  | Michał Kwiatkowski | Polska          | Etixx-Quick Step | 195 |
| 33.  | Rafał Majka        | Polska          | Tinkoff-Saxo     | 165 |
| 131. | Maciej Bodnar      | Polska          | Tinkoff-Saxo     | 16  |

### Klasyfikacja drużynowa
| Miejsce | Drużyna                | Punkty | Top 5 zawodników                                                               |
| ------- | ---------------------- | ------ | ------------------------------------------------------------------------------ |
| 1       | Movistar Team          | 1619   | Valverde (675), Quintana (457), J. Izagirre (173), Amador (93), Intxausti (81) |
| 2       | Katusha Team           | 1606   | Rodríguez (474), Kristoff (453), Špilak (269), D. Moreno (216), Zakarin (194)  |
| 3       | Team Sky               | 1378   | Froome (430), Porte (314), Thomas (283), Ser. Henao (167), Nieve (104)         |
| 4       | Etixx-Quick Step       | 1158   | Urán (301), Kwiatkowski (195), Alaphilippe (180), Štybar (172), Terpstra (140) |
| 5       | Astana Pro Team        | 1106   | Aru (448), Nibali (238), Landa (164), Boom (102), Fuglsang (64)                |
| 6       | BMC Racing Team        | 1010   | Van Avermaet (324), Gilbert (179), Dennis (135), van Garderen (96), Evans (76) |
| 7       | Tinkoff-Saxo           | 929    | Contador (407), P. Sagan (257), Majka (165), Kreuziger (64), Breschel (36)     |
| 8       | Orica GreenEDGE        | 845    | Matthews (221), A. Yates (150), S. Yates (148), Chaves (134), Albasini (62)    |
| 9       | Lotto Soudal           | 832    | Greipel (203), Wellens (195), Gallopin (127), De Clercq (106), Benoot (101)    |
| 10      | Team Giant-Alpecin     | 769    | Degenkolb (302), T. Dumoulin (271), Barguil (34), Geschke (32), Sinkeldam (10) |
| 11      | Ag2r-La Mondiale       | 587    | Pozzovivo (242), Bardet (206), Bakelants (59), Vuillermoz (49), Riblon (31),   |
| 12      | Lampre-Merida          | 566    | Costa (324), Ulissi (98), Bonifazio (60), Modolo (43), Valls (41)              |
| 13      | Trek Factory Racing    | 529    | Mollema (212), Nizzolo (78), Felline (64), Cancellara (59), Jungels (46)       |
| 14      | Team LottoNL-Jumbo     | 485    | Gesink (114), Kelderman (111), Kruijswijk (80), Vanmarcke (52), Lindeman (18)  |
| 15      | FDJ                    | 439    | Pinot (319), Geniez (44), Démare (33), Roux (22), Morabito (21)                |
| 16      | Team Cannondale-Garmin | 340    | Hesjedal (102), D. Martin (85), Talansky (54), Navardauskas (50), Slagter (49) |
| 17      | IAM Cycling            | 189    | Frank (72), Elmiger (56), Pantano (27), Pelucchi (20), Chavanel (14)           |

### Klasyfikacja krajów
| Miejsce | Kraj            | Punkty | Top 5 zawodników                                                                    |
| ------- | --------------- | ------ | ----------------------------------------------------------------------------------- |
| 1       | Hiszpania       | 1945   | Valverde (675), Rodríguez (474), Contador (407), D. Moreno (216), J. Izagirre (173) |
| 2       | Włochy          | 1106   | Aru (448), Pozzovivo (242), Nibali (238), Ulissi (98), Paolini (80)                 |
| 3       | Kolumbia        | 1099   | N. Quintana (457), Urán (301), Ser. Henao (167), Chaves (134), Atapuma (40)         |
| 4       | Wielka Brytania | 1041   | Froome (430), Thomas (283), A. Yates (150), S. Yates (148), Cavendish (30)          |
| 5       | Belgia          | 905    | Van Avermaet (324), Wellens (195), Gilbert (179), De Clercq (106), Benoot (101)     |
| 6       | Francja         | 881    | Pinot (319), Bardet (206), Alaphilippe (180), Gallopin (127), Vuillermoz (49)       |
| 7       | Holandia        | 848    | Dumoulin (271), Mollema (212), Terpstra (140), Gesink (114), Kelderman (111)        |
| 8       | Australia       | 777    | Porte (314), Matthews (221), Dennis (135), Evans (76), Rogers (31)                  |
| 9       | Niemcy          | 587    | Degenkolb (302), Greipel (203), T. Martin (40), Geschke (32), Kittel (10)           |
| 10      | Norwegia        | 453    | Kristoff (453)                                                                      |
| 11      | Polska          | 376    | Kwiatkowski (195), Majka (165), Bodnar (16)                                         |
| 12      | Portugalia      | 355    | Costa (324), Oliveira (24), Cardoso (6)                                             |
| 13      | Czechy          | 306    | Štybar (172), König (70), Kreuziger (64)                                            |
| 14      | Słowenia        | 294    | Špilak (269), Polanc (16), Mezgec (9)                                               |
| 15      | Szwajcaria      | 270    | Frank (72), Albasini (62), Cancellara (59), Elmiger (56), Morabito (21)             |